# Basnéré (Namissiguima)
Pour les articles homonymes, voir Basnéré.
Basnéré est une localité située dans le département de Namissiguima de la province du Yatenga dans la région Nord au Burkina Faso.

## Économie
L'agriculture est l'activité économique principale du village, avec en particulier la riziculture pratiquée dans le bas-fond rizicole par le groupement des femmes de Basnéré 

## Santé et éducation
Le centre de soins le plus proche de Basnéré est le centre de santé et de promotion sociale (CSPS) de Namissiguima tandis que le centre hospitalier régional (CHR) se trouve à Ouahigouya.
Le village possède une école primaire publique.